# Tasmabrochus cranstoni
Tasmabrochus cranstoni là một loài nhện trong họ Amphinectidae. Loài này phân bố ở Tasmanië.